# نیکولا کوواچف
نیکولا کوواچف (بلغاری: Никола Димитров Ковачев؛ ۴ ژوئن ۱۹۳۴ – ۲۶ نوامبر ۲۰۰۹) بازیکن و مربی فوتبال اهل بلغارستان بود.
از باشگاه‌هایی که در آن بازی کرده‌است می‌توان به باشگاه فوتبال بوتو پلوودیو و باشگاه فوتبال زسکا صوفیه اشاره کرد.
وی همچنین در تیم ملی فوتبال بلغارستان بازی کرده‌است.